# 강구정보고등학교
강구정보고등학교(江口情報高等學校)는 대한민국 경상북도 영덕군 강구면 삼사리에 있는 공립 고등학교이다.

## 학교 연혁
- 1967년 11월 29일 : 강구상업고등학교 설립 인가
- 1968년 3월 4일 : 개교
- 1971년 1월 19일 : 제1회 졸업식 거행 (졸업생 57명)
- 1975년 3월 1일 : 강구종합고등학교로 교명 변경
- 1978년 10월 2일 : 학칙 변경 인가 (12학급)
- 1989년 3월 1일 : 중·고 분리
- 1993년 3월 1일 : 강구상업고등학교로 교명 변경
- 2003년 3월 1일 : 중·고 통합 및 강구정보고등학교로 교명 변경
- 2019년 5월 31일 : 학칙 변경 인가(마켓매니저과 1학급)
- 2020년 9월 28일 : 크리에이터 팩토리 센터 개소
- 2022년 9월 1일 : 제27대 고철규 교장 취임
- 2024년 2월 7일 : 제54회 졸업식(남 8명, 여 4명, 총 5,523명)
- 2024년 3월 4일 : 2024학년도 입학식(남 13명)
- 2026년 3월 (예정) : 경북이커머스고등학교 교명 변경

## 설치 학과
- 마켓매니저과

## 참고 자료
- 강구정보고등학교 - 한국교육학술정보원 학교알리미